# Moa Molander Kristiansen
Moa Molander Kristiansen (* 17. Januar 1995) ist eine ehemalige schwedische Skilangläuferin.

## Werdegang
Molander Kristiansen, die für den Falun Borlänge SK startete, nahm von 2011 bis 2015 vorwiegend an Juniorenrennen teil. Ihr erstes Rennen im Scandinavian-Cup lief sie im Dezember 2012 in Sjusjøen, welches sie auf dem 94. Platz beendete. Bei den U23-Weltmeisterschaften 2017 in Soldier Hollow belegte sie den 25. Platz im Skiathlon, den 23. Rang im Sprint und den 14. Platz über 10 km Freistil. In der Saison 2017/18 errang sie mit drei Top-Zehn-Platzierungen den 12. Platz in der Scandinavian-Cup-Gesamtwertung. Bei den U23-Weltmeisterschaften 2018 in Goms kam sie auf den 16. Platz im Sprint, auf den 14. Rang im Skiathlon und auf den zehnten Platz über 10 km klassisch. Ihr Debüt im Skilanglauf-Weltcup hatte sie im März 2018 in Oslo, das sie auf dem 50. Platz im 30-km-Massenstartrennen beendete. Im Dezember 2018 erreichte sie in Östersund mit dem dritten Platz über 10 km Freistil ihre erste Podestplatzierung im Scandinavian-Cup. Bei der Tour de Ski 2018/19, die sie auf dem 13. Platz beendete, holte sie mit dem 20. Platz bei der Sprintetappe in Val Müstair ihre ersten Weltcuppunkte und erreichte im Fleimstal mit dem neunten Platz im 10-km-Massenstartrennen ihre erste und einzige Top-Zehn-Platzierung im Weltcup. Zum Saisonende erreichte sie den 41. Platz im Gesamtweltcup und den 13. Rang in der Gesamtwertung des Scandinavian-Cups. Letztmals im Weltcup startete sie bei der Ski Tour 2020, wobei sie de 38. Platz errang.